# Anelaphus nitidipennis
Anelaphus nitidipennis là một loài bọ cánh cứng trong họ Cerambycidae.